# 森本みう
森本 みう（もりもと みう、1977年9月20日 - ）は、日本のAV女優。
血液型：AB型 、身長：152cm 、スリーサイズ：B84・W57・H86 、Bカップ。

## 略歴
神奈川県出身。1996年に『ヴァージンペット』でAVデビュー。

## 作品

### アダルトビデオ
- ヴァージンペット（1996年8月30日、KUKI）
- 森本のおもちゃ箱（1996年9月28日、KUKI）
- ただ今、修行中（1996年11月29日、KUKI）
- ひとりぼっち・東京（1996年12月21日、KUKI）
- もりもとエキス（1997年2月24日、KUKI）
- ナースの花ビラ 舐め愛レズ（1997年7月25日、ミス・クリスティーヌ）
- NEWナース倶楽部Vol.2（1997年9月27日、宇宙企画（メディアステーション））
- 女子校生監禁凌辱 鬼畜輪姦13（1998年9月11日、アタッカーズ）
- 潮噴き倶楽部（2000年11月17日、トライハート）…オムニバス形式作品
- 龍縛愛玩調教8 レズビアン（2000年10月6日、アタッカーズ）
- 超過激的★パイパン（2004年4月29日、ドリームチケット）
- 団地妻[妄想しまくり若奥さま]（2004年6月3日、ドリームチケット）
- レズビアンストーリー17 重宝（2004年7月6日、アウダースジャパン）
- 美少女レズ狩り（2004年7月8日、ディープス）
- 近親相姦8ストーリー －第七章－（2004年7月15日、隼エージェンシー）
- こだわりの手コキ 22人の手コキ嬢（2004年7月15日 、隼エージェンシー）
- フェラコレ2004夏 21人のフェラジェンヌ（2004年7月15日、隼エージェンシー）
- 手コキMen'sヘアサロン（2004年9月23日、SODクリエイト）
- おんなのこのおなにー 6（2004年9月23日、ディープス）
- 綺麗な人妻たちを犯したい4（2005年1月15日、隼エージェンシー）
- 熟女拘束イカせまくり地獄（2005年4月15日、マドンナ）
- 熟・癒され保育園 2（2005年5月25日、マドンナ）
- 熟露出 2（2005年7月25日、マドンナ）
- パイパンエンジェルDX 3 フルデジタルモザイク（2005年8月1日、MOODYZ）
- 犯されたセールスレディ 3（2005年12月25日、マドンナ）

### オリジナルビデオ
- 実録性犯罪ファイル 都会の禁猟区（1999年10月22日、TMC）